# Návesní rybník (Kostěnice)
Návesní rybník  o rozloze vodní plochy 0,12 ha se nalézá v centru obce Kostěnice nedaleko od obecního úřadu v okrese Pardubice. Rybník je v současnosti využíván pro chov ryb.

## Galerie

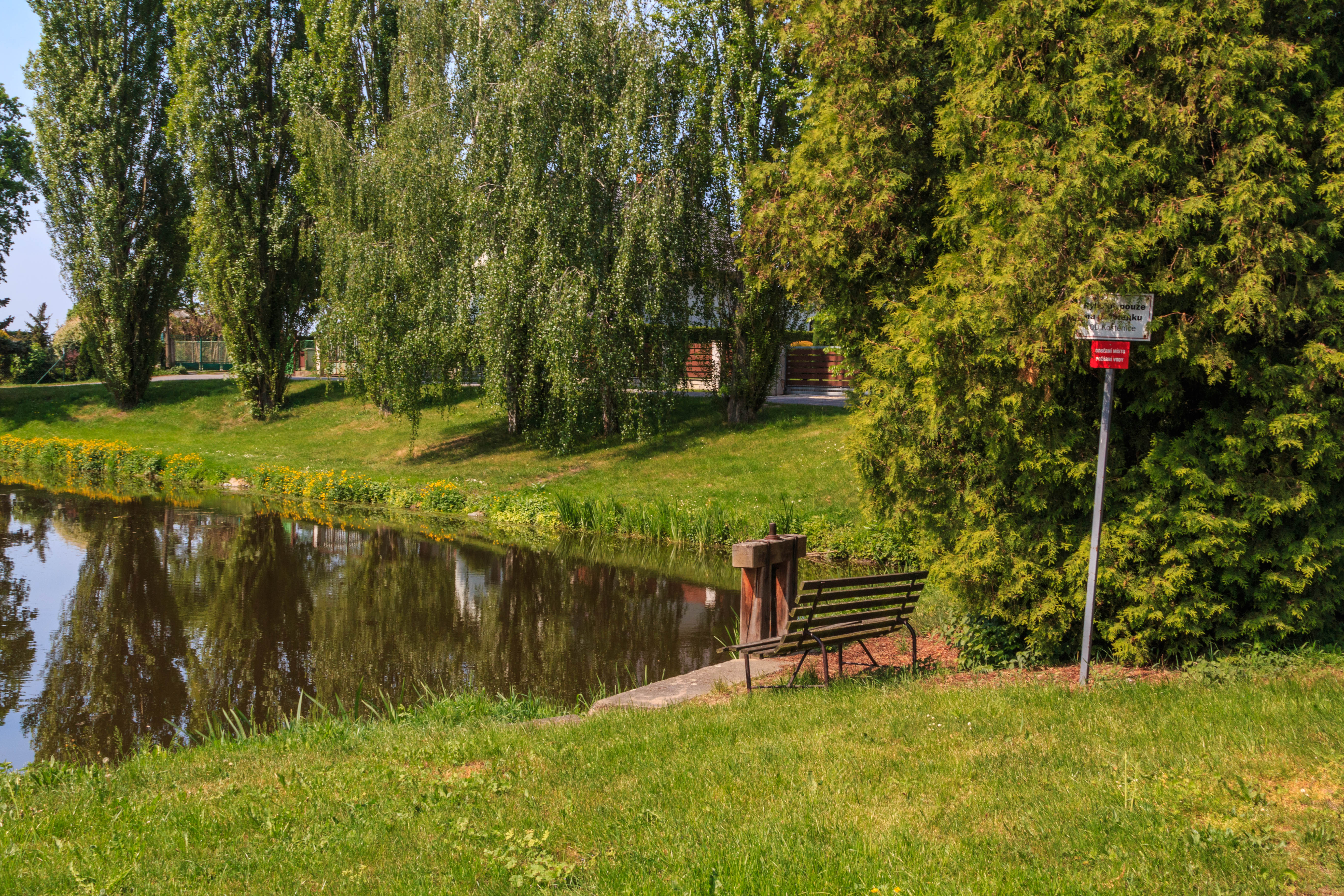
Pohled na Návesní rybník v Kostěnicích
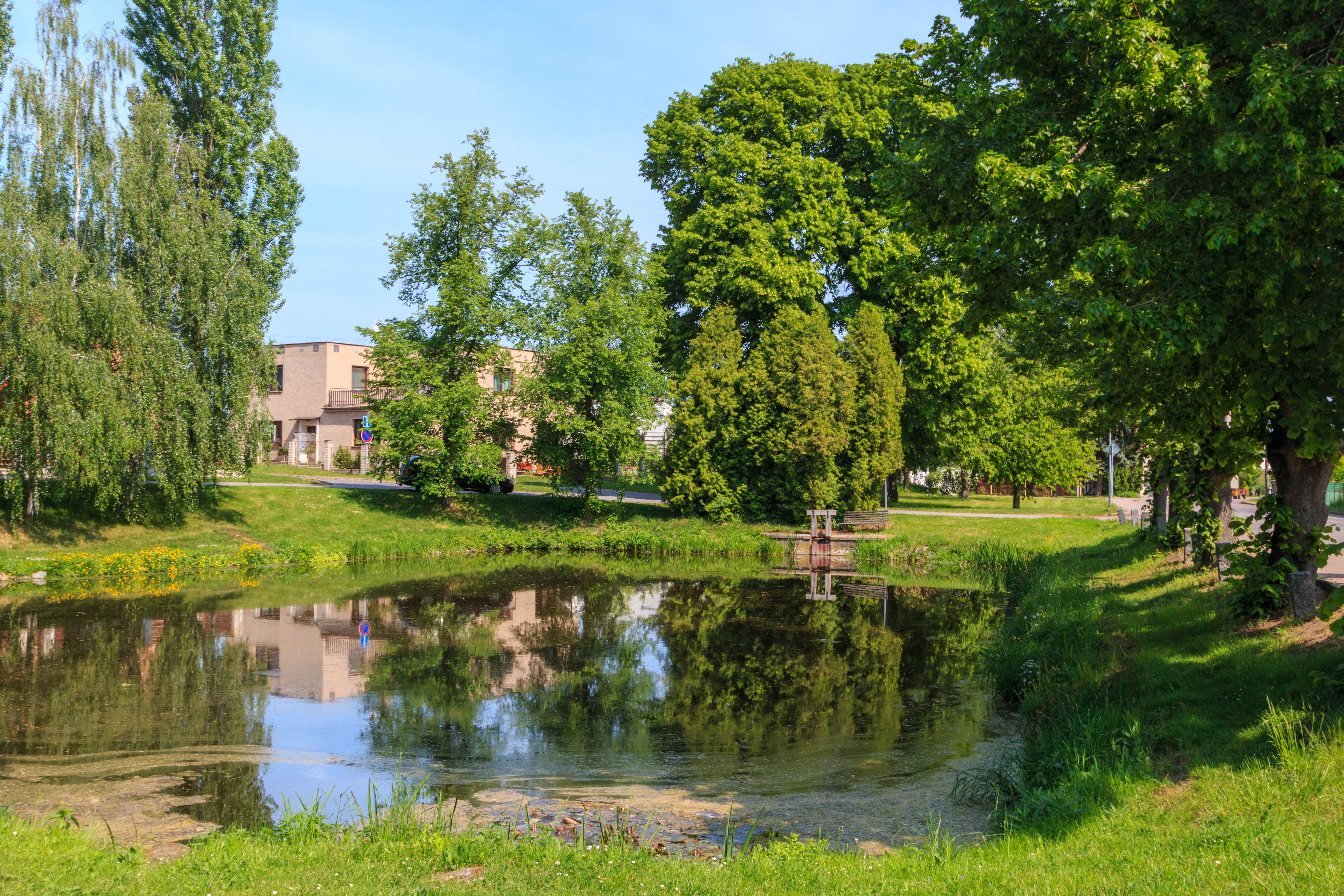
Pohled na Návesní rybník v Kostěnicích
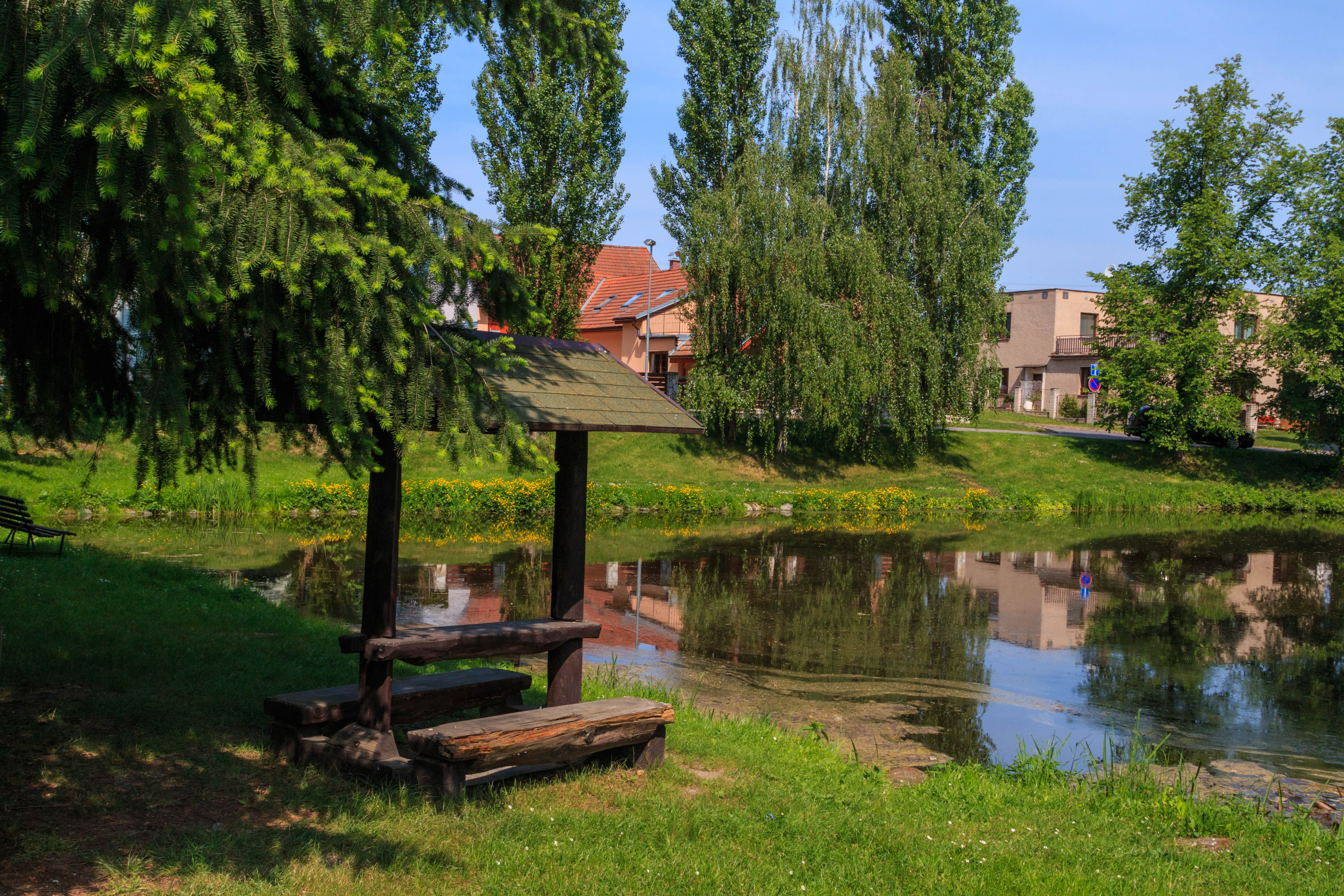
Pohled na Návesní rybník v Kostěnicích
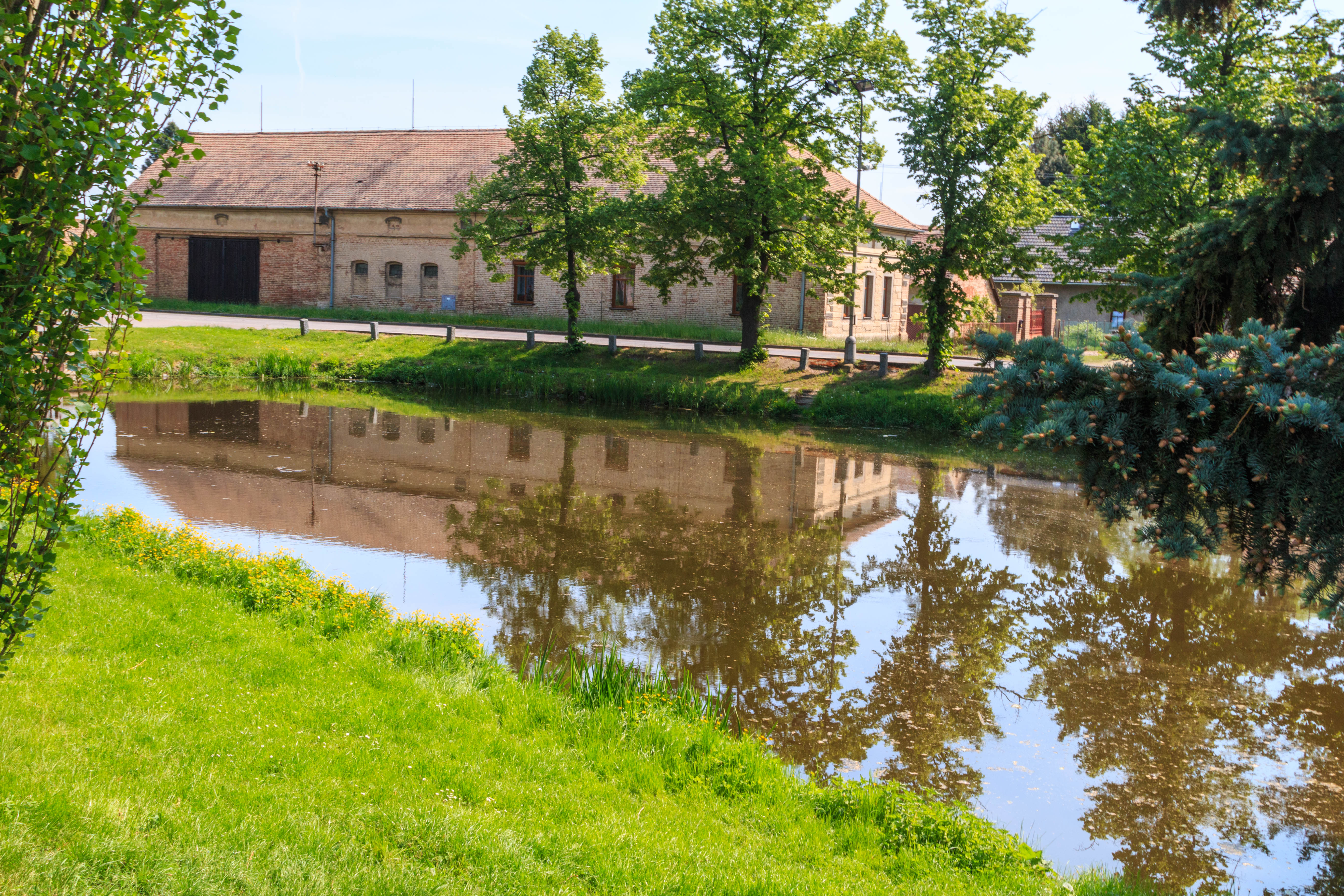
Pohled na Návesní rybník v Kostěnicích